# Elisa von der Recke
Elisa von der Recke, född 20 maj 1754 på Schönberg i Kurland, död 13 april 1833 i Dresden, Sachsen, var en tysk svärmare och författare.
Elisa von der Recke levde vad som betecknades som ett romantiskt liv. Hon gifte sig 1771 med friherre Georg von der Recke och skilde sig från honom 1776. Efter det flyttade hon in hos sin syster, hertiginnan Biron i Mitau, där hon 1779 lärde känna Cagliostro som ytterligare stegrade det religionssvärmeri dit hon hemfallit efter förlusten av sin dotter och sin bror.
Efter en tid i Karlsbad och Weimar, där hon umgicks med bland andra Nicolai, Bürger, bröderna Kristian och Friedrich Leopold Stolberg samt översättaren Bode, klarnade dock hennes åskådning och hon gav ut sin Der entlarvte Cagliostro 1787. Kejsarinnan Katarina II förärade henne 1795 med ett gods i Kurland men av hälsoskäl tvingades hon att flytta till Tyskland och efter det levde hon ett ganska kringflackande liv. Från 1798 bodde hon i Dresden och från 1804 tillsammans med sin vän Christoph August Tiedge, som reste med henne i Italien och Tyskland. Deras möten var religiöst-sentimentalistiska med koralsång av Johann Gottlieb Naumann. Hennes arbeten bestod huvudsakligen av pietism-sentimentalistiska dikter, dagböcker och memoarer.
von der Reckes Gebete und Lieder gavs ut 1783 av musikern Johann Adam Hiller. Hennes Gedichte (1806) och Geistliche Lieder, Gebete und religiöse Betrachtungen (1833) gavs ut av Tiedge. Dessutom gavs flera av hennes många dagboksanteckningar och brev ut.

## Verk
- Nachricht von des berühmten Cagliostro Aufenthalt in Mitau im Jahre 1779 und dessen magischen Operationen, 1787
- Johann Lorenz Blessig (Hrsg.): Leben des Grafen Johann Friedrich von Medem nebst seinem Briefwechsel hauptsächlich mit der Frau Kammerherrinn von der Recke, seiner Schwester, 1792[5]
- Familien=Scenen oder Entwickelungen auf dem Masquenballe, omkring 1794, publicerad 1826[6]
- Über Naumann, den guten Menschen und großen Künstler, artikel i  Neuen Deutschen Merkur, 1803

### Postumt publicerade arbeten
- Geistliche Lieder, Gebete und religiöse Betrachtungen, Teubner, Leipzig 1841
- Elisa von der Recke. Band 1. Aufzeichnungen und Briefe aus ihren Jugendtagen, hrsg. von Paul Rachel, 2. Auflage 1902
- Elisa von der Recke. Band 2. Tagebücher und Briefe aus ihren Wanderjahren, hrsg. von Paul Rachel, 1902
- Herzensgeschichten einer baltischen Edelfrau. Erinnerungen und Briefe, Lutz, Stuttgart 1921
- Tagebücher und Selbstzeugnisse, hrsg. v. Christine Träger, Köhler und Amelang, Leipzig / Beck, München 1984, ISBN 3-406-30196-7